# Mňága a Žďorp
Mňága a Žďorp je česká rocková hudební skupina pocházející z Valašského Meziříčí (přesněji odtud pochází zakládající jádro skupiny). Formovala se již od roku 1983. Často se měnilo složení kapely. Zpočátku vystupovala pod názvem Slepé střevo, členové Mňágy současně působili i v jiných kapelách (Velký plytkoš, Happyend). Tyto kapely však zanikají a od roku 1987 se již hovoří jen o skupině Mňága a Žďorp.
Do povědomí se dostala především hitem „Hodinový hotel“, který je první skladbou na debutovém albu skupiny, nazvaném příhodně Made in Valmez (1991). Poslední, již čtrnácté řadové album, vyšlo 7. října 2019 a jmenuje se Třecí plochy.
Frontman skupiny Petr Fiala navíc vytvořil samostatná alba Nečum a tleskej! (1994) a Je čas (2005).
Zvláštně znějící slova tvořící název skupiny, mňága a žďorp, pocházejí ze slezského dialektu a znamenají „bláto“ a „staré krámy“. Mňága a Žďorp patří mezi nejvýraznější hudební kapely české porevoluční éry.

## Historie

### Do roku 1989
1983
V boudě na zahradě rodiny Fialových ve Valašském Meziříčí začala na jaře zkoušet skupina Slepé střevo. Založili ji kytarista Petr Fiala, baskytarista Jarek Odstrčil, saxofonista Hynek Hulík, zpěvák a klarinetista Ivo Chmelař a bubeník Karel Mikuš, vesměs studenti místního gymnázia. S hraním přejatých věcí se Slepé střevo nezdržovalo, hned vznikaly vlastní skladby, poznamenané především novou vlnou. Vůbec první se jmenovala „Odrhovačka“.
V červnu měla skupina první koncert na přehlídce Beatová liga ve Valašském Meziříčí. Hrála v maskách, bizarnost a provokativnost byly důležitější než muzikantské výkony. Slepé střevo se tehdy hodně kamarádilo s o dva roky starším souborem Koroze, jehož kytaristou byl Martin Knor. I Koroze zkoušela na zahradě Fialových. Po prázdninách se k Slepému střevu přidala velmi spontánní zpěvačka Broňa Volfová, která ještě posílila teatrální ladění koncertů. Soubor hrál na soukromé akci v Třanovicích u Havířova, pak jako předkapela MCH Bandu v Brně a (pod krycím názvem Fíkus) na neoficiálně pořádané přehlídce v Praze-Lysolajích (hrála tam ještě Koroze a brněnské skupiny Ještě jsme se nedohodli, Nukleus a Pro pocit jistoty). Před koncem roku přišlo Slepé střevo o zpěvačku (onemocnění), saxofonistu (vojna) a baskytaristu (ztráta zájmu).
1984
První polovinu roku se Slepé střevo potácelo ve zmatcích. Jediný koncert v Dolní Bečvě dopadl neslavně, obměny obsazení neměly dlouhého trvání. V létě se dala dohromady sestava, která pak vydržela až do zániku skupiny: zpěvák, houslista, kytarista a klarinetista Ivo Chmelař, kytarista a zpěvák Petr Fiala, baskytarista Jiří Fiala, saxofonista Jiří Dohnal, bubeník Karel Mikuš. Z konspiračních důvodů soubor pro koncerty měnil název na Rytmus 84. Nový repertoár Slepého střeva už netvořily divoké a disharmonické novovlnné kusy, ale přehledné písničky s výraznými melodiemi, zřetelně předjímajícími pozdější repertoár Mňágy a Žďorp (Mňága pak ostatně taky několik skladeb Slepého střeva natočila na desky). V Itálii vyšla kompilační deska Czech! Till Now You Were Alone, obsahující i jednu píseň Slepého střeva, natočenou na podzim 1983 v Brně. Koroze změnila název na Knorovo těleso, na podzim vystoupila na festivalu v Ostrově nad Ohří a pak se rozpadla. Její nejúspěšnější skladbu „Ostří hoši“ natočil Martin Knor v roce 1995 na kompilaci Veselý hřbitov.
1985
Slepé střevo odehrálo koncerty v Brně, Ostravě a Valašském Meziříčí (pod názvem Rytmus 85). V dubnu a květnu skupina natočila veškerý svůj repertoár na osmdesátiminutovou kazetu Nečum a tleskej! a ukončila existenci. S nahráváním vydatně pomáhali Petr Randula (zvaný Karkula) a Jiří Prokš (zvaný Bobeš), bývalí členové kapely Třírychlostní Pepíček. Ve starším repertoáru si opět zazpívala Broňa Volfová. O profesionálním studiu či oficiálním vydavatelství si tehdy skupina mohla nanejvýš nechat zdát, demokazeta však byla jako hudební samizdat šířena dost intenzívně. Členům skupiny pak vynesla řadu výslechů na Státní bezpečnosti. Petr a Jiří Fialovi, Martin Knor a Herbert Ullrich se v červnu setkali ve valašskomeziříčské skupině Minimální orchestr, vedené Janem Šoltisem, zároveň protagonistou souboru Betula pendula. S Minimálním orchestrem vystoupili jen dvakrát – ve Valašském Meziříčí a v Opavě, pak jej opustili a založili si vlastní skupinu Happyend. Bratři Fialovi hráli na baskytary, Knor a Ullrich na kytary, pátým členem se stal bubeník Jiří Čierňava, zvaný Čeči. Koncertní premiéra Happyendu se konala ve Valašském Meziříčí. Pochmurný repertoár souboru byl silně ovlivněn minimalismem a měl dost daleko k syrové spontánnosti Slepého střeva.
1986
V květnu Happyend natočil svou první a jedinou kazetu …Happyend! (patnáct písní, asi padesát minut hudby). V červnu skupina vystoupila na prvním ročníku Rockfestu v Praze. Na podzim odešel Jiří Fiala na vojnu a soubor tedy zredukoval obsazení na čtveřici. Petr Fiala a další členové Happyendu – Herbert Ullrich, Martin Knor a Jiří Čierňava – se v průběhu roku účastnili nahrávání kazety volného sdružení Rytmická mládež. Dalšími zúčastněnými byli Petr Randula, Jiří Prokš a příležitostně také Prokšovi spoluhráči z kapely Radegast. Devadesátiminutová demokazeta Rytmická mládež se baví vyšla vlastním nákladem jako třetí titul edice Rytmická mládež (po Slepém střevu a Happyendu). Tři písničky z ní později natočila Mňága a Ždorp. Bývalí členové Slepého střeva – Karel Mikuš, Ivo Chmelař a Hynek Hulík – dali s baskytaristou Radkem Odstrčilem dohromady skupinu Velký Plytkoš a v prosinci měli koncertní premiéru na valašskomeziříčské přehlídce PF Rock. Jevištní pojetí Velkého Plytkoše ještě prohloubilo happeningové prvky tolik typické pro počátky Slepého střeva.
1987
Petr Fiala počátkem roku pobýval v psychiatrické léčebně v Kroměříži. Napsal tam řadu písní, z nichž se později staly hity, a potkal zpěváka a textaře Jindru Spilku. Po skončení hospitalizace založili spolu s kytaristou a skladatelem Romanem Móroczem a bubeníkem Jiřím Čierňavou punkovou skupinou Smrt mladého sebevraha. Odehráli několik koncertů a sedm skladeb ze svého repertoáru zachytili na demokazetě Veselý hřbitov. Píseň „Pankáči pankáči“ později hrávala i Mňága a Ždorp. Happyend se rozešel na jaře, po debaklu na pražském Rockfestu. Bývalí členové Slepého střeva se krátce nato domluvili, že soubor dají znovu dohromady. Poprvé vystoupili v červnu na Valašském špalíčku, pod názvem Mňága a Žďorp a v obsazení: zpěvák a kytarista Petr Fiala, zpěvák, kytarista, houslista a trumpetista Ivo Chmelař, baskytarista Radek Odstrčil, bubeník Karel Mikuš a saxofonisté Lukáš Filip a Jarek Pernický. Hráli písně z kazety Nečum a tleskej! Svůj dosti odpudivý název Mňága a Žďorp sestavila ze dvou lokálně používaných výrazů („sračka“ a „krám“). Už na druhém koncertě na undergroundovém festivalu v Ostravě měla skupina saxofonistu jen jednoho – patnáctiletého Lukáše Filipa. Velký Plykoš se přeměnil v pantomimické sdružení, vystupující s použitím playbacku a kladoucí důraz na pestré jevištní dění. Poprvé se v této podobě představil na Valašském špalíčku. V průběhu roku vzniklo osm nahrávek pro kazetu Rytmická mládež se opět baví, ale členové Rytmické mládeže už měli až příliš práce s vlastními kapelami, takže kazetu nikdy nedokončili.
1988
Velký Plytkoš měl v počátkem dubna poslední koncert na Rockfestu v Praze. Jeho repertoár (šest skladeb) zůstal zachován na demokazetě Veselý hřbitov (1987), jednu z nich skupina dodatečně natočila v lednu 1995 na stejnojmennou CD kompilaci. Na pražském Rockfestu Mňága a Žďorp poprvé vystoupila ve své pódiové uniformě – červených trenýrkách a bílých tričkách. Na jaře se k Mňáze přidal třetí kytarista – z pětiměsíční vojny se navrátivší Martin Knor. Radek Odstrčil emigroval a u baskytary ho nahradil Herbert Ullrich z Happyendu. Problémy s StB a komunistickými funkcionáři, které Petra Fialu a jeho kamarády pronásledovaly od vzniku Slepého střeva, nijak neslábly. Na Valašském špalíčku v červnu Mňága a Žďorp hrát nesměla, zato 3. září s úspěchem vystoupila na významném festivalu v Lipnici nad Sázavou. Na podzim musel Ivo Chmelař na vojnu, Jiří Fiala se naopak z vojny vrátil. Herbert Ullrich předal baskytaru Jiřímu Fialovi a sám se chopil doprovodné kytary. Tato sestava vydržela dva roky.
1989
V březnu natočila Mňága a Žďorp v ostravském Studiu 3 svou první profesionální (i když nepříliš vydařenou) nahrávku. Čtyři z pěti písní (kromě „Salám – banán“) vyšly o rok později na EP firmy Panton (z ediční řady Rock Debut). V dubnu (na Rockfestu v Praze) a červnu (na Valašském špalíčku) vystoupil Petr Fiala se svým sólovým programem Jonáš Hvězda (zpíval živě na halfplayback). Některé z písniček později natočila Mňága, jiné se roku 1994 objevily na Fialově sólovém albu. Na demokazetě Odnikud nikam byly shromážděny podomácku pořízené nahrávky Mňágy, Jonáše Hvězdy a skupiny Pro slepičí kvoč, v níž hrál bývalý bubeník Happyendu Jiří Čierňava (ten v létě 1988 emigroval spolu s Radkem Odstrčilem a od té doby žije v USA). Úspěchu Mňágy na Valašském špalíčku v červnu nezabránil ani výpadek proudu – dohrála akusticky a při svíčkách. 3. listopadu vystoupila Mňága a Žďorp v Lucerně, společně s Bez ladu a skladu a MCH Bandem. V revolučních dnech se mimo jiné zúčastnila velkého koncertu v olomoucké sportovní hale (společně s Jaroslavem Hutkou a Martou Kubišovou).

### Léta 1990–1999
1990
Na jaře Mňága poprvé vystoupila v televizi: v pořadu ostravského studia Lumírova garáž. Novým jevištním oblečením skupiny se staly námořnické oblečky. V listopadu natočila v brněnském studiu Audioline své první album Made in Valmez pro ostravskou firmu N.A.R. Mohla na něj vybírat z více než tří desítek písniček, které už měla v repertoáru. V prosinci se skupinou naposledy vystoupil Herbert Ullrich, kterému přestal vyhovovat rychle narůstající počet koncertů. Jeho nástupcem se stal Radek Koutný z valašskomeziříčské skupiny Nic složitýho.
1991
V červnu vyšla gramofonová deska Made in Valmez, kazeta a kompaktní disk se objevily až o několik měsíců později. Ze skupiny byl nucen odejít Jiří Fiala, novým baskytaristou se stal Petr Nekuža. První koncert v novém obsazení se konal v září. 21. listopadu vyrazila Mňága na sérií koncertů v Belgii a Velké Británii. Vystoupení se konala v Gentu, Londýně, Bristolu, Wolverhamptonu, Leedsu, Glasgowě a nakonec dvakrát v Hullu (2. prosince).
1992

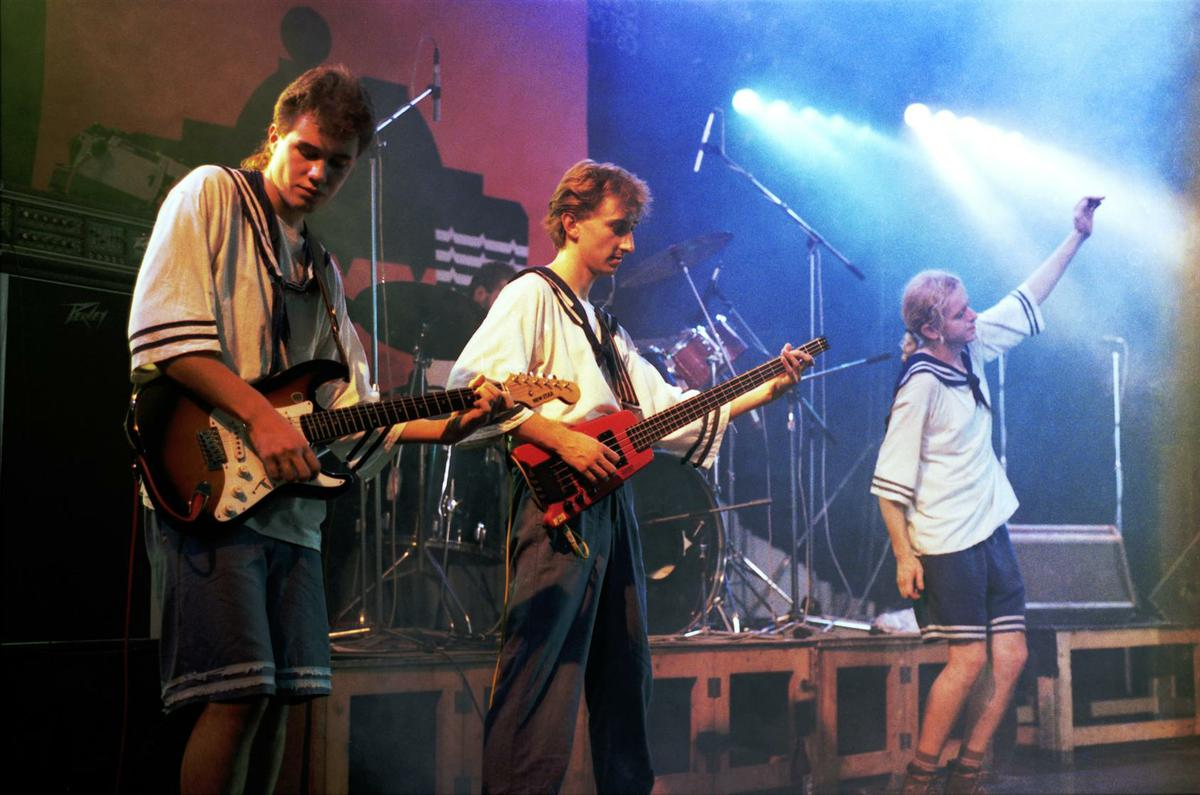
Mňága a Žďorp v roce 1992. Zleva: Koutný, Nekuža a Fiala.

V létě se Mňága a Žďorp definitivně zprofesionalizovala. Druhé album Furt rovně bylo natočeno v červenci, opět ve studiu Audioline Tentokrát si Mňága pozvala řadu hostů, včetně Mikoláše Chadimy, Miroslava Waneka nebo členek skupiny Zuby nehty. V polovině října album vydala česká pobočka koncernu BMG. Na podzim Mňága a Žďorp velmi intenzívně koncertovala, například v říjnu odehrála 27 koncertů. Hosty na turné byly Zuby nehty a Mikoláš Chadima, jehož převlečení za piráta vtipně doplňovalo námořnické oblečky Mňágy.
1993
Nespokojenost s distribucí Furt rovně vedla skupinu k rozhodnutí zrušit smlouvu s BMG a podepsat kontrakt s Monitorem. BMG reagovala dramaticky, ale žaloby nakonec byly staženy. V květnu vydal Monitor v reedici Made in Valmez. V červenci Mňága a Žďorp nahrála v ostravském studiu C album Radost až na kost. Poprvé si přizvala externího producenta – Laca Lučeniče. Na rozdíl od předchozích desek na něm už převažovaly úplně nové písničky. Současně s novým albem vydal Monitor všech deset dosavadních klipů na videokazetě Obrázky z Valmezu. V srpnu natočila Mňága píseň „Stovky hotelů“ pro album cover verzí Katapultu Třináct fláků od Kaťáků (vyšlo v prosinci). V létě napsal Petr Fiala za přispění osmi dalších členů a spolupracovníků Mňágy rekapitulační knihu Z nejhoršího jsme uvnitř! (v září vydalo olomoucké nakladatelství Hájek a spol.)
1994
V květnu Mňága a Žďorp vydala třiadvacetiminutové EP Valmez rock city, obsahující tři nahrávky, které se nevešly na Radost až na kost, pět písniček pořízených v únoru 1994 a „Stovky hotelů“. Místo dalšího koncertního turné ale skupina ohlásila několikaměsíční přestávku a Petr Fiala se pustil do natáčení sólového alba. Vzniklo ve spolupráci s Karlem Plíhalem v jeho domácím studiu v Olomouci. Z členů Mňágy se nahrávání zúčastnil pouze Lukáš Filip, většinu nástrojů natočili Fiala s Plíhalem sami. Zvuk Fialovy sólovky se taky od nahrávek Mňágy dost liší. Pod názvem Nečum a tleskej! (vol. 2) album vyšlo v září. Na podzim už Mňága zase normálně koncertovala.
1995
V lednu bylo natočeno a v dubnu vyšlo kompilační album Veselý hřbitov, obsahující sedmnáct písní čtrnácti skupin z Valašského Meziříčí, Rožnova pod Radhoštěm a blízkého okolí. Petr Fiala byl ideovým otcem a producentem celého počinu. Na albu se objevil jeden starší titul Mňágy a tři zatím profesionálně nenahrané písně Koroze, Happyendu a Velkého Plytkoše. U žádné z nich se však ve studiu nesešlo přesně původní obsazení příslušných kapel. Svou skladbou na kompilaci přispěl také sitárista Jiří Dohnal, dřívější saxofonista Slepého střeva. V červenci Mňága natočila v ostravském studiu C s producentem Ivanem Králem album Ryzí zlato. Ivan Král se nedlouho předtím začal často objevovat ve staré vlasti a v tomto roce produkoval jednu úspěšnou desku za druhou. Pro Mňágu byl jako producent opravdovým přínosem. Ve snaze oprostit se od příliš zaběhaných aranžérských postupů začal Lukáš Filip střídat saxofon s klávesovými nástroji. Písničky z červencových frekvencí se objevily i na čtyřpísňovém singlu „Nejlíp jim bylo“ a potom také na albu Mňága: Happyend. Ryzí zlato vyšlo v září. Na podzim skupina odehrála 59 vystoupení. V té době taky Mňága a Žďorp začala s režisérem Petrem Zelenkou natáčet pro Českou televizi (tvůrčí skupinu Čestmíra Kopeckého) celovečerní mockument Mňága – Happy end.
1996
V dubnu Mňága vystoupila v Amsterdamu. Film Mňága – Happy end byl na jaře dokončen a v červnu měl premiéru. Mňága a Žďorp je v něm se značným mystifikačním zápalem prezentována jako „umělá“ skupina, koncipovaná nahrávací firmou na základě zjištěné poptávky publika a sestavená pomocí konkursu. Bizarní vymyšlenosti ve scénáři se rafinovaně prolínají se skutečnými událostmi a řada reálných historek je prezentována s poťouchlými výrazovými posuny. Podobně provokativní formu si režisér Petr Zelenka už předtím úspěšně vyzkoušel v televizním profilu skupiny Visací zámek. Zároveň s uvedením filmu vyšlo stejnojmenné soundtrackové album, na němž byla příležitost uplatnit některé starší písně Happyendu a Slepého střeva. Film se s úspěchem promítal na zahraničních festivalech (Cottbus, Sanremo, Rotterdam) a vyhrál festival českých filmů Finále Plzeň. Vyšel také na videokazetách.
1997
Na jaře byl film Mňága – Happy end uveden v síti německých filmových klubů, v dubnu kapela vystoupila v Postupimi a v Berlíně. Album Bajkonur bylo nahráno v červenci ve Zlíně (za spolupráce Petra Vavříka ze skupiny Buty) a vyšlo v září. Krátce po dokončení Bajkonuru odešel kytarista Radek Koutný, který toužil po vlastní skupině. Po několika koncertech odehraných v pěti jej nahradil Jaromír Mikel, bývalý člen rožnovské skupiny Zvěřinové hody. V prosinci vážně onemocněl Karel Mikuš a Mňága se rozhodla koncertní šňůru dojet s náhradníkem Pavlem Fadrným, dřívějším bubeníkem skupiny The Street. Ten se nakonec díky svým kvalitám stal stálým členem. Rozchod Mňágy s Karlem Mikušem byl dost hořký.
1998
Koncem března Petr Fiala po mnohaleté přestávce opět absolvoval ojedinělé sólové vystoupení – v Divadle Archa na benefiční akci Vyhmátnout hudbu, iniciované Ivanem Králem. Mňága a Ždorp v průběhu roku odehrála 83 koncertů. Zbylý čas věnovala přípravě nového alba, které začala nahrávat v prosinci – opět v ostravském studiu C; tentokrát ve vlastní produkci.
1999
Album Chceš mě? Chci tě! dokončila Mňága a Žďorp v lednu a vydala v březnu. V květnu skupina vyrazila na koncertní turné.

### Léta 2000–2009
2000

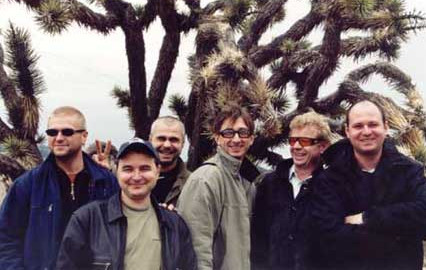
Mňága a Žďorp v USA, listopad 2001. Zleva: Fadrný, Knor, Mikel, Nekuža, Fiala, Filip.

V prestižní anketě časopisu Rock & Pop „Deska desek deváté dekády“ bylo debutové album Mňágy Made in Valmez vyhodnoceno jako nejlepší tuzemská deska devadesátých let. První místo získalo jak v odborné části, v níž hlasovalo 43 hudebních publicistů, tak ve čtenářské části ankety. V průběhu května a června se celá skupina opět uchýlila do ostravského studia C, aby v poklidné atmosféře severomoravského venkova, rušené jen tu a tam výpravami do velkoměsta natočila své deváté album. Pod názvem Nic složitýho vyšlo u společnosti Monitor EMI v pondělí 18. září. Slavnostní křest se uskutečnil téhož dne v pražském klubu Meloun.
2001
1. listopadu vydala Mňága první album The Best Of s podtitulem Jen pro vlastní potřebu. Na dvojcédéčko bylo vybráno 32 nejlepších skladeb z devíti dosud vydaných alb Mňágy a pět novinek, které kapela natočila v září v Brandýse nad Labem. Kromě tuzemské šňůry absolvovala Mňága menší turné po Spojených státech. Koncerty v Chicagu, Denveru a Los Angeles sklidily u místní české komunity velký ohlas.
2002
V průběhu jarního turné se vážně zranil bubeník Pavel Fadrný. To předznamenalo sérii zásadních změn. Mňága na záskok angažovala Pavla Koudelku (Dunaj, Led Zeppelin Revival, Krutnava, Boo…). A historie se po čtyřech letech opakuje. Kapela se shodla v názoru, že by bylo škoda mít tak dobrého bubeníka jenom na záskok a od konce června se Koudyš stal regulérním členem Mňágy. Na začátku července Mňágu opustil i saxofonista Lukáš Filip. Lukáš byl, kromě Fialy, posledním členem, který v Mňáze působil od jejího zrodu. Od Lukášova odchodu vystupuje s kapelou jako host student brněnské JAMU, saxofonista a klávesista v jedné osobě Roman Volný.
2003
Skupina koncertuje v nové sestavě. Pavel Koudelka přináší do kapely snahu o zpřesnění a větší respekt k rytmické složce písniček. Naproti tomu přínos Romana Volného je nulový, leckdy spíše dosahuje záporných hodnot. Na jaře se skupina pokouší ve studiu dotvořit několik jen lehce připravených písní, ale po třech dnech plných marnosti se vzdává a vrací se k modelu důsledné přípravy ve zkušebně. V létě pak (již tradičně v ostravském studiu C) natáčí bez Romana Volného – jehož přítomnost ve studiu kapela považuje za bezpředmětnou – album Web Site Story. V září odlétá M&Ž na několik dní do Londýna, kde 18. září odehraje v klubu The Electric Ballroom koncert pro české a slovenské obyvatele tohoto velkoměsta. S koncem roku ukončil své působení v Mňáze Roman a kapela intenzivně hledá saxofonistu. Končí také dlouholetá spolupráce s Agenturou Velryba.
2004
Od začátku roku skupinu zastupují Martin Číhal a Tomáš Šmíd, Mňága je však z jejich stylu práce (velmi slušně řečeno) rozčarována a tak od poloviny června narychlo přebírá management skupiny Zuzana Svobodová (Želva music agency). Na post saxofonisty Mňága přijímá dlouholetého kamaráda a velmi šikovného instrumentalistu Jirku Tibitanzla (mj. Masomlejn, Divoký srdce). Od začátku je jasné, že se Tibík stane jednoznačnou posilou po stránce instrumentální, ale také autorem melodických a aranžérských nápadů.
2005
Na jaře Petr Fiala vydává druhé sólové album Je čas!. V květnu jede se spoluhráči Martinem Koníčkem (klávesy), Jardou Mikelem (kytara), Ondřejem Filákem (basa) a Petrem Stráhalem (bicí) šňůru koncertů k této desce. V druhé polovině roku se kapela začíná intenzivně připravovat na natáčení dalšího alba. 26. listopadu jsou během koncertu, přímo na pódiu karlovarského klubu Rotes Berlin, oddáni Zuzana Svobodová a Petr Fiala.
2006
V červnu 2006 Mňága natáčí ve studiu C (jak jinak) album Dutý, ale free.
2008
Vychází album Na stanici polární, natočené v roce 2007 ve studiu C. Společnost EMI vydává třídiskové album Platinum collection, které obsahuje výběr 54 skladeb z doposud vydaných alb.

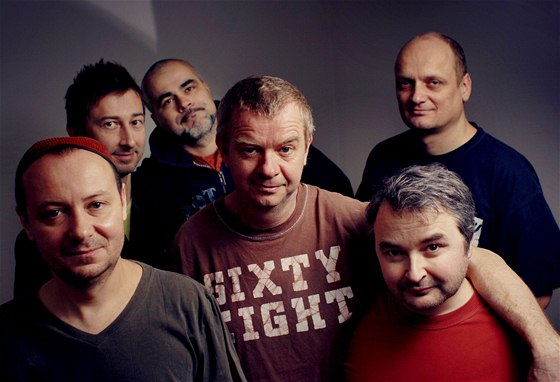
Zleva: Tibitanzl, Nekuža, Mikel, Fiala, Knor, Koudelka

### Od roku 2010
2010
Kapela nahrává v pražském studiu Jámor Ondřeje Ježka album Takže dobrý. V tomto roce je také v pražském Lucerna music baru natočeno týmem vedeným Marcelem Nevínem první koncertní DVD Mňágy nazvané Mňága & Žďorp on stage, které je také prvním vydavatelským počinem Surikata records. Druhý disk tohoto dvoudiskového kompletu obsahuje film Mňága – Happy End a všechny dosud natočené klipy Mňágy.
2012
V tomto výročním roce (25 let od vzniku kapely) vydává Surikata records album Dáreček – 2CD coververzí písniček Mňágy v podání různých kapel i jednotlivců z české a slovenské hudební scény. Album obsahuje i DVD s dokumentem o jeho vzniku. Posléze vychází i album Dáreček 2 s písničkami, které se na první Dáreček nevešly. Toto CD je dárkem návštěvníkům vyprodaného koncertu v pražské Lucerně. Na něm Mňága hraje spolu s mnoha hosty své písničky ve verzích z Dárečku. Tomto roce také vydává EMI „Best of“ album Výhledově, které obsahuje i bonusovou nahrávku „Hotel Savoy“ (cover písně Oldřicha Janoty).
2013
Vychází DVD se záznamem koncertu z Lucerny Dáreček Live!
2014
Za pomoci kampaně na crowdfundingovém serveru Startovač Mňága získává prostředky na natáčení alba Made in China, které se kapela rozhodla natočit v Pekingu. Jednalo se o do té doby nejúspěšnější kampaň na serveru Startovač. V dubnu Mňága odlétá do Číny, kde kromě natočení alba také vystupuje na třech festivalech. Made in China vychází v listopadu.
2015
Rok plný klubových koncertů a vystoupení na festivalech (mj. Czech Street Party v Bruselu) kapela završuje benefičním koncertem pro Czech School of California v San Franciscu.

#### 2016
V srpnu 2016 odchází bubeník Pavel Koudelka a nahrazuje jej Marcel Gabriel.
2020
Z důvodu omezení způsobenými pandemií koronaviru streamuje kapela několik koncertů na platformě MALL.TV. Záznam z hospůdky Přístav ve Valašském Meziříčí ze dne 9. května 2020 později vydává jako první akustické živé album pod názvem Přístav Unplugged (LIVE).
2023
Zastupování kapely a booking od června převzala Veronika Pevná (Agentura BONO). 
2024
Po cca 36 letech opustil kapelu kytarista Martin Knor a nastoupil nový kytarista Jakub Červinka. Podrobnosti o důvodech odchodu si kapela nechala pro sebe.

## Členové
- Petr Fiala – akustická kytara, zpěv
- Marcel Gabriel – bicí
- Jaromír Mikel – elektrická kytara, zpěv
- Petr Nekuža – baskytara, zpěv
- Jiří Tibitanzl – saxofon, píšťalka, klávesy, perkuse, zpěv
- Jakub Červinka - kytara, mandolína

## Diskografie

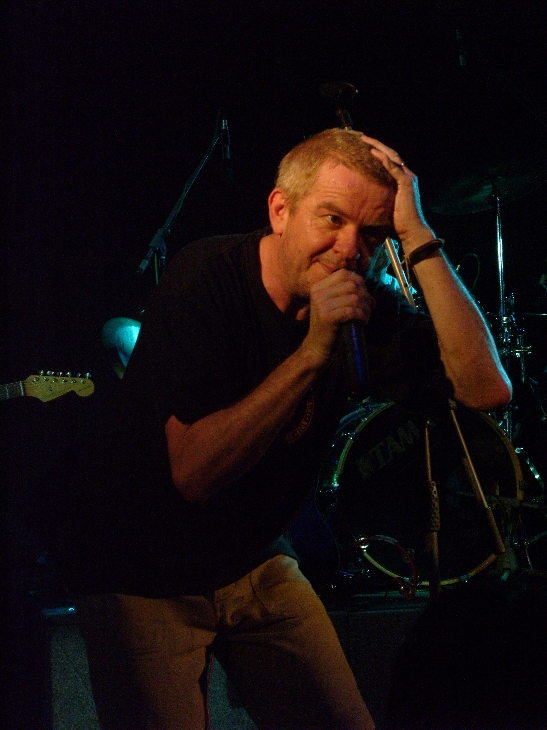
Frontman kapely Petr Fiala.

### Studiová alba
- 1991 – Made in Valmez (N.A.R., LP, MC, CD; 1993, Monitor - reedice, CD, MC)
- 1992 – Furt rovně (BMG Ariola, LP, MC, CD; 1996, Monitor - reedice, CD, MC)
- 1993 – Radost až na kost (Monitor/EMI, LP, MC, CD)
- 1994 – Valmez rock city (Monitor/EMI, CD, MC)
- 1995 – Ryzí zlato (Monitor/EMI)
- 1997 – Bajkonur (Monitor/EMI)
- 1999 – Chceš mě? Chci Tě! (Monitor/EMI)
- 2000 – Nic složitýho (Monitor/EMI)
- 2003 – Web site story (Monitor/EMI)
- 2006 – Dutý, ale free (Monitor/EMI)
- 2008 – Na stanici polární (Monitor/EMI)
- 2010 – Takže dobrý (Monitor/EMI)
- 2012 – Dáreček (Surikata records)
- 2012 – Dáreček 2 (Surikata records)
- 2014 – Made in China (4. listopadu 2014, Surikata records)
- 2017 – Třínohý pes (3. března 2017, Surikata records)
- 2019 – Třecí plochy (8. října, 2019, Surikata records)

### Re-edice
- 2000 – Made in Valmez (Monitor/EMI, CD + DVD)

### Výběrové desky
- 2001 – Jen pro vlastní potřebu! (Monitor/EMI, 2 CD)
- 2008 – Platinum collection (Monitor/EMI, 3 CD)
- 2010 – On Stage (Surikata rec. 2DVD)
- 2012 – Výhledově (Best of 25 let)
- 2020 – Přístav Unplugged (Surikata records)

### EP
- 1990 – „Rock debut“ č. 8 (Panton, LP)

### Singly
- 1995 – Nejlíp jim bylo (Monitor/EMI)
- 1996 – Happyend (Monitor/EMI, soundtrack k filmu)

### Sólová alba Petra Fialy
- 1994 – Nečum a tleskej vol. 2 (Monitor/EMI)
- 2005 – Je čas (Monitor/EMI)

### DVD
- 2010 – On stage (Surikata records)
- 2013 – Dáreček Live! (Surikata records)